# 毒グモ
毒グモ（毒蜘蛛、どくぐも）は、ヒトに対して有害なクモの総称。またコモリグモ科のクモを古くはドクグモと呼んだ。

## 概要
クモ目の約4万種のうち、毒グモとして知られているのは100種程度に留まる。
ほとんどのクモは外顎から唾液を分泌し、獲物の捕食や外敵からの自衛に役立てている。この唾液の成分は複雑で、獲物を麻痺させる神経毒や消化を助ける組織毒（壊死毒）のほか、その浸透を助けたり効果を保持するためと見られる物質を多数含んでいる。

## クモ毒
基本的にクモ毒は同じ節足動物を対象にしており、脊椎動物には無毒とされる。これは、両者の筋肉作動物質が異なる（グルタミン酸とアセチルコリン）ためである。
しかし、脊椎動物を捕食すべく進化したため、あるいは全くの偶発的に、脊椎動物に作用する毒素を持つ種が発生し、その一部が毒グモとして認知されている。
クモ毒は「神経毒」と「組織毒（壊死毒）」に大別でき、どちらも主成分はタンパク質である。
- 神経毒
  - 神経終末(Ca2+チャネル開口) ゴケグモ、ジョウゴグモ、ドクシボグモ、カバキコマチグモ
  - 神経終末(Ca2+チャネル阻害) クサグモ、トオボエオオツチグモ
  - グルタミン酸受容体遮断 ジョロウグモ、オニグモ、コガネグモ、タランチュラ
- 組織毒 イトグモ、オオツチグモ、コモリグモ

## 代表種
- カバキコマチグモ 在来種でコマチグモ刺咬症(chiracantism)の主因。特効薬は無い。[3]。
- セアカゴケグモ、ハイイロゴケグモ 外来種でゴケグモ刺咬症(latrodectism)の原因種。他にクロゴケグモ、ジュウサンボシゴケグモ(Latrodectus tredecimguttatus)など。血清で治療しないと致命率が高い。[4]
ゴケグモ属はオス・メスの体長差が著しく、オスは刺咬症の原因となりにくい。
- ドクイトグモ アメリカ合衆国南東部に分布し、イトグモ刺咬症(loxoscelism、necrotic　arachnidism）の主因。特効薬は無い。
- シドニージョウゴグモ オーストラリアで死亡例が多い、ジョウゴグモ刺咬症の原因種。血清で治療しないと致命率が高い。
- ハラクロシボグモ(Phoneutria fera) 南米に分布するシボグモ科のクモで、猛毒を持つとされる一方、飼育もされている。
- タランチュラ 伝承で様々な症状を引き起こす毒グモとされているが、実際には異なる。
タランチュラは伝説の毒グモとして有名で、本来はタランチュラコモリグモのこととされるが、後にアシダカグモやオオツチグモ等の大柄で恐ろしい外見のクモがそう呼ばれることになった。なお、タランチュラコモリグモと同科に当たることからコモリグモ科をかつてドクグモ科と言う和名で扱い、各種も○○ドクグモの名で呼ばれた。しかし実際には人間を害する毒性がないことから現在の和名に変更された。